# Differenzvertrag (Energiewirtschaft)
Als Differenzvertrag oder Contract for Difference (abgekürzt als CFD oder CfD) wird in der Energiewirtschaft ein Vergütungsmodell für Energieerzeuger bezeichnet, bei dem diesen für die erzeugte Energie unabhängig von volatilen Marktpreisen ein Fixpreis garantiert wird. Nimmt der Erzeuger am Markt weniger ein als den Fixpreis, wird ihm die Differenz vom Vertragspartner ausgeglichen; nimmt er mehr ein, führt er die Differenz zum Fixpreis an den Vertragspartner ab. Der Erzeuger wird damit von dem Risiko sinkender Marktpreise entlastet, im Gegenzug wird sein Gewinn bei steigenden Marktpreisen begrenzt.
Hauptanwendungsgebiet von Differenzverträgen ist die Ausschreibung von Kapazität für erneuerbare Energien.
Andere verwendete Begriffe sind Differenzkontrakt und symmetrische Marktprämie in Abgrenzung zur asymmetrischen im EEG vorgesehenen Marktprämie, die einen Mindesterlös garantiert, die Gewinne durch höhere erzielbare Marktpreise aber dem Betreiber belässt.

## Funktionsweise und Unterschiede zu anderen Vergütungsmodellen

### Funktionsweise
Mit Abschluss eines Contracts for Difference wird ein sog. Strike Price als Referenzpreis festgelegt. Die Festlegung kann entweder Gegenstand von Verhandlungen sein, oder per Auktion am Markt festgelegt werden, indem bestimmte Kapazitäten oder Flächen ausgeschrieben und an Erzeuger vergeben werden, der den niedrigsten Strike Price bietet.
Der CfD selbst ist ein reines Finanzinstrument: Der Energieerzeuger vermarktet die erzeugte Energie nicht an seinen CfD-Vertragspartner, sondern eigenständig am Energiemarkt. Liegt der am Markt erzielte Preis für Energie unter dem im Differenzvertrag festgelegten Strike Price, wird dem Erzeuger, der einen CfD abgeschlossen hat, vom Vertragspartner die Differenz ausgeglichen. Liegt der erzielte Marktpreis über dem Strike Price, führt der Erzeuger den Mehrgewinn ab.

### Unterschiede zu anderen Vergütungsmodellen
Bei einer Förderung durch eine Marktprämie vermarktet der Erzeuger den Strom wie bei einem CfD selbst und erhält die Marktprämie als Mindestpreis. Übergewinne durch höhere Marktpreise verbleiben aber anders als bei einem CfD dem Erzeuger.
Im Unterschied dazu erhält der Erzeuger bei einer Einspeisevergütung einen festen Preis für die erzeugte Energie und muss den Strom nicht selbst vermarkten. Je nach Ausgestaltung des Vergütungssystems kann der Erzeuger zudem bei steigenden Marktpreisen auf die Einspeisevergütung verzichten und sich so die Vorteile von über der Einspeisevergütung liegenden Marktpreisen sichern und bei einem Fallen der Marktpreise zur Einspeisevergütung zurückkehren (so in Deutschland, § 21b Abs. 1 S. 2 EEG 2021).

## Vor- und Nachteile gegenüber dem Marktprämienmodell

### Vorteile

#### Entlastung der Verbraucher bei steigenden Marktpreisen
Indem bei steigenden Marktpreisen für Energie die Übergewinne abgeschöpft werden, können Differenzverträge dämpfend auf die Strompreise einwirken. So sind während der Energiekrise in Europa im Jahr 2021/22 die Spotmarktpreise für elektrischen Strom weit über die Marktprämien gestiegen, welche Erzeuger erneuerbarer Energien in Ausschreibungen geboten hatten. Während die Gewinne aus den hohen Marktpreisen beim Marktprämienmodell vollständig bei den Erzeugern verblieben, wäre der erzielte Erlös bei Förderung über Differenzverträge stabil geblieben und die Einnahmen aus den Differenzverträgen hätten zur Kompensation der hohen Marktpreise genutzt werden können.

#### Erleichterung der Finanzierung von Projekten
Die Finanzierung des Baus von Kraftwerken wird durch Differenzverträge tendenziell erleichtert. Risikoaufschläge für im Bietverfahren noch nicht vorhersehbare Marktpreise können durch die fest planbaren Einnahmen entfallen. Durch die bessere Planbarkeit zukünftiger Cash Flows können zudem auch weniger finanzstarke Unternehmen an Auktionen teilnehmen.

#### Verhinderung von Vergaben im Losverfahren
Differenzverträge stellen zudem einen Weg dar, effizient begrenzte Ressourcen dem günstigsten Anbieter zuzuweisen. Bei den letzten Ausschreibungen für Offshore-Windparks in der deutschen ausschließlichen Wirtschaftszone hatten mehrere Bieter in Erwartung steigender Energiepreise für die gleichen Flächen eine Marktprämie von null Cent geboten. Die Vergabeentscheidung musste per Los getroffen werden. Über Differenzverträge hätten die Gebote hingegen danach differenziert werden können, welcher Bieter von den niedrigsten Gestehungskosten ausgeht, bzw. bereit ist, die geringste Marge in Kauf zu nehmen.

### Nachteile

#### Risikoübernahme durch Verbraucher
Der Strike Price bei Differenzverträgen orientiert sich an den Projekt- und Betriebskosten des jeweiligen Erzeugers und liegt daher regelmäßig über den Gestehungskosten. Im Marktprämienmodell hingegen werden häufig Marktprämien unterhalb der Gestehungskosten geboten, weil die Erzeuger auf ausreichend hohe Marktpreise spekulieren. Wenn die Marktpreise entgegen dieser Erwartung unter die Gestehungskosten fallen, profitieren die Verbraucher auf Kosten der Erzeuger von den niedrigen Marktprämien, während bei einem Differenzvertragsmodell weiter der Strike Price zu zahlen ist.

#### Fehlender Anreiz zu systemgünstigem Einspeiseverhalten
Ebenso wie beim Marktprämienmodell entfällt durch die Entkopplung der Vergütung vom Strom-Markt auch für Erzeuger, die einen Differenzvertrag abgeschlossen haben, der Anreiz, zu für das Gesamtenergiesystem nützlichen Zeitpunkten Energie einzuspeisen, also z. B. eine Biogasanlage dann Strom erzeugen zu lassen, wenn die Nachfrage besonders hoch ist. Auch der Anreiz grundsätzlich unflexible erneuerbare Erzeuger (z. B. Solar) durch Speicher zu flexibilisieren entfällt so auf der Ebene der Erzeuger.
Soll sichergestellt werden, dass flexible Erzeuger systemgünstig Energie einspeisen, müssen die Differenzverträge entsprechende Anreize enthalten. Eine Möglichkeit ist eine Gestaltung, bei welcher der Strike Price nicht mit dem Marktpreis zum jeweiligen Einspeisezeitpunkt, sondern mit dem Durchschnitt der Marktpreise in einem bestimmten Zeitraum verglichen wird. Dadurch bleibt der Anreiz erhalten, bei besonders großer Nachfrage und damit überdurchschnittlich hohem Marktpreis Strom einzuspeisen. Eine andere Möglichkeit, Preissignale zu nutzen, ist die Vereinbarung eines Minimal- und eines Maximalpreises statt eines einheitlichen Strike Price. Der Erzeuger erhält durch den Mindestpreis Investitionssicherheit, profitiert aber innerhalb des Korridors von der Marktpreisentwicklung und hat dadurch einen Anreiz zu systemgünstigem Einspeiseverhalten.

## Verwendung

### Großbritannien
Das Vereinigte Königreich stellt bereits seit 2014 die Vergütung CO2-armer Energieerzeuger nach und nach auf CfDs um. In der Ausschreibung erfolgreiche Entwickler von Energie-Projekten schließen einen privatrechtlichen Vertrag mit der Low Carbon Contracts Company ab, einem staatlichen Unternehmen. Die Entwickler erhalten eine vorab festgelegte (inflations-indexierte) Vergütung für den von ihnen über einen Zeitraum von 15 Jahren erzeugten Strom in Höhe der Differenz zwischen dem vereinbarten Strike Price und dem durchschnittlichen Marktpreis. Liegt der Marktpreis über dem Strike Price, zahlt der Erzeuger die Differenz seinerseits an die Low Carbon Contracts Company. Durch die im Rahmen der Energiekrise 2021/2022 stark gestiegenen Marktpreise wird bis April 2023 mit Rückzahlungen von Windparkbetreibern in dreistelliger Millionenhöhe gerechnet. Nachdem Vattenfall den Bau des Norfolk Boreas-Windparks mit der Begründung gestoppt hat, der von Vattenfall gebotene Strike Price sei durch zwischenzeitliche Kostensteigerungen zu niedrig, fordern Kritiker höhere Strafen für die Nichtrealisierung von Projekten.
Neben Erzeugern erneuerbarer Energien soll auch das Kernkraftwerk Hinkley Point C über einen CfD mit einer Laufzeit von 35 Jahren ab Inbetriebnahme vergütet werden. Nachdem mehrere andere auf CfDs setzende Nuklearprojekte an der Finanzierung gescheitert waren, sollen die Reaktoren Sizewell C nicht mehr per CfD vergütet werden, sondern über das Regulated-Asset-Base-Modell. Bei diesem Modell wird der Betreiber bereits während des Baus des Kraftwerks durch eine Umlage der Verbraucher vergütet, die anders als bei einem CfD einen Teil der Baurisiken mittragen. Ziel ist die Senkung der Finanzierungskosten für Kraftwerksprojekte.

### Albanien
Albanien schreibt 2023 Solarprojekte aus, deren Stromerzeugung über CfDs vergütet werden soll.

### Dänemark
Dänemark vergibt seit 2021 erneuerbare Energienprojekte im Wege einer umgekehrten Auktion, bei der derjenige Entwickler den Zuschlag erhält, der den niedrigsten Strike Price bietet. Erstes auf dieser Grundlage vergebenes Projekt ist der Offshore-Windpark Thor. Der dort vergebene Strike Price liegt nahezu bei Null, was sich für den Betreiber nur wegen einer in der Ausschreibung vorgesehenen Deckelung der Zahlungen an den Staat rechnen kann. Nach Erreichen des Deckels kann der Betreiber den erzeugten Strom frei am Markt verkaufen. Die Verwendung eines CfD mit Kappungsgrenze wurde kritisiert, weil der dänische Staat ohne die Begrenzung angesichts der zahlreichen minimalen Gebote voraussichtlich einen höheren Erlös hätte erzielen können.

### Deutschland
Die Erzeugung von Strom aus erneuerbaren Energien soll auch unter dem EEG 2023 vorerst weiterhin über Marktprämien gefördert werden. Das Bundesministerium für Wirtschaft und Klimaschutz will Differenzverträge als alternative Vergütungsmodelle für eine Weiterentwicklung prüfen und dafür in das EEG 2023 eine Verordnungsermächtigung aufnehmen, auf deren Grundlage neue Vergütungsmodelle künftig umgesetzt werden können. Die Einführung von Differenzverträgen war in den Anhörungen zum EEG 2023 zwischen den Verbänden kontrovers. Eingewandt wurde, dass Bieter höhere Risikoprämien einplanen und den Ausbau erneuerbarer Energien sich so verteuern könnte, zudem sei die Einführung eines neuen Vergütungsmechanismus zu komplex für eine schnelle Umsetzung.
Nachdem in vorangegangenen Auktionen verschiedene Bieter für Offshore-Windprojekte jeweils eine Marktprämie von 0 Cent geboten hatten und Zuschläge per Los vergeben werden mussten, sollten nach dem 2022 reformierten Windenergie-auf-See-Gesetz zukünftig zentral voruntersuchte Flächen über Differenzverträge vergeben werden. Diese Regelung wurde kurz vor der Bundestagsabstimmung auf Betreiben der FDP gestrichen, die Differenzverträge als Subvention beziehungsweise als eine Übergewinnsteuer sieht. Differenzverträge seien „ein staatlich-privates Preiskartell zulasten von Wettbewerb und Marktintegration“.

### Frankreich
Frankreich ist im Jahr 2015 von Einspeisevergütungen auf ein CfD-System gewechselt, bei dem Erzeuger erneuerbarer Energie diese am Markt verkaufen und von EDF die Differenz zu einem von der Regierung festgelegten Referenztarif erhalten, soweit der Marktpreis darunter liegt. Liegt der Marktpreis über dem Referenztarif, ist der Übergewinn an EDF abzuführen. Die Regelung gilt nicht für Offshore-Windparks und Photovoltaik-Anlagen mit einer Leistung von mehr als 100 kWp.

### Griechenland
Griechenland setzt für eine Ausschreibungsrunde für verschiedene Formen erneuerbarer Energien zwischen 2022 und 2025 auf Differenzverträge.

### Irland
Irland vergibt Projekte zur Erzeugung von erneuerbaren Energien auf Basis einer symmetrischen Marktprämie („2-way floating feed in premium“), bei der Erzeuger wie bei einem CfD auf einen Strike Price bieten und Mehrerlöse abführen.

### Litauen
Litauen will 2023 und 2024 jeweils Flächen für Offshore-Windparks ausschreiben. Die Bieter bieten dabei auch auf die Art ihrer Vergütung und können auch einen Differenzvertrag anbieten. Gebote ohne Differenzverträge werden in der Bewertung aber höher eingestuft.

### Polen
Polen hat im Jahr 2021 erste CfDs mit einer Laufzeit von 25 Jahren für die Offshore-Windparks Baltyk II und III vergeben.

### Portugal
In Portugal wurden 2022 zwei Projekte für schwimmende Photovoltaikanlagen über Differenzverträge mit einer Laufzeit von 15 Jahren vergeben. Eines der Projekte wurde dabei zu einem negativen Strike Price vergeben, der Betreiber bezahlt also für die Laufzeit des CfDs für jede produzierte Megawattstunde.

### Rumänien
Rumänien wollte ab Ende 2022 Differenzverträge sowohl für erneuerbare Energien als auch für Kernenergie einführen. Die erste Vergabe für Wind- und Solarenergie erfolgte im Dezember 2024, eine zweite Auktion endete im August 2025. Vergeben wurden jeweils Differenzverträge mit einer Laufzeit von 15 Jahren.

### Serbien
Serbien hat 2023 erstmals Wind und Solar-Projekte per CfD mit einer Laufzeit von 15 Jahren ausgeschrieben.

### Spanien
Spanien schreibt seit 2021 erneuerbare Kapazitäten über Differenzverträge aus. Vergeben werden CfDs mit einer Laufzeit von 12 Jahren, mit einer definierten Einspeisemenge. Ist diese Einspeisemenge erreicht, können die Betreiber den CfD fortsetzen oder an den freien Markt wechseln.

## Carbon Contracts for Difference
Als Carbon Contracts for Difference (CCfDs), auf Deutsch auch Klimaschutzdifferenzverträge werden Verträge bezeichnet, mit denen industriellen Treibhausgas-Emittenten für die Zukunft ein bestimmter CO2-Preis garantiert und so ein Anreiz zur Emissionsreduzierung unabhängig von den Markterwartungen des Emittenten gesetzt wird. Der Staat gleicht dabei die Kosten der Umstellung auf treibhausgasarme Produktionsmethoden aus, soweit die Umstellung sich nicht selbst trägt (z. B. durch vermiedene Brennstoffkosten oder nicht benötigte Emissionszertifikate). Steigt der Preis von Emissionszertifikaten so stark, dass die emissionsärmere Produktionsmethode günstiger wird als die konventionelle Methode, bezahlt das Unternehmen einen Ausgleich an den Staat.

### Einsatz in Deutschland
Erste Pilotprojekte sind Teil der  im Juni 2020 beschlossenen Wasserstoffstrategie. Auch der Koalitionsvertrag der Ampel-Regierung sieht CCfDs vor. Das BMWK möchte CCfDs noch 2022 einführen und per Ausschreibung vergeben. Zielbranchen sind insbesondere die Stahl-, Chemie-, Kalk- und Ammoniakindustrien.